# Брауншвейгский лев

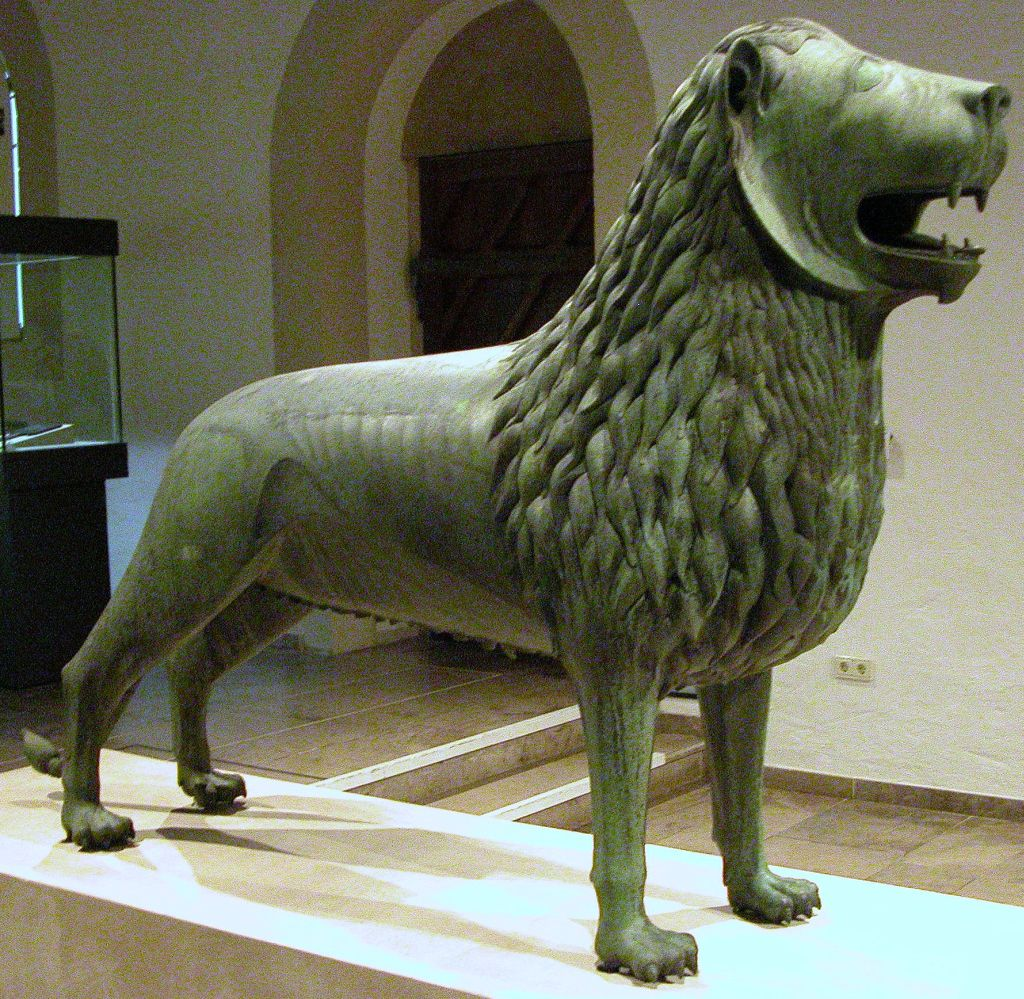
Статуя Брауншвейгского льва

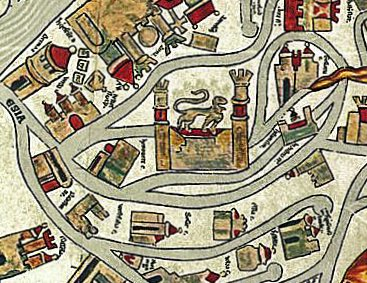
Карта Брауншвейга со львом (1300 год)

Брауншвейгский лев (нем. Braunschweiger Löwe) — историко-художественный памятник Германии, относящийся к XII столетию, и исторический символ города Брауншвейга.

## Общие сведения
Скульптура льва была отлита по указанию Генриха Льва, герцога Саксонии и Баварии из рода Вельфов, в годы его регентства, около 1166 года, для его города-резиденции Брауншвейг — как символ могущества и высшей власти. Отлитая неизвестным скульптором в Брауншвейге статуя является старейшей сохранившейся большой пластической работой Средневековья севернее Альп и первым крупным фигурным литьём со времён античности. Бронзовая статуя стоящего льва весит 880 килограммов и высотой в 1,78 метра. Длина тела скульптуры составляет 2,79 метра, толщина стенок отливки достигает 12 миллиметров. В настоящее время, в связи с неблагоприятным влиянием на скульптуру усиливающегося с каждым годом загрязнения воздуха, Брауншвейгский лев находится на хранении в замке (бурге) Данквардероде (с 1989 года). С 1980 года на центральной Замковой площади (Бургплац) Брауншвейга находится точная бронзовая копия Льва.

## История
Предположительно, автор скульптуры был профессиональным ювелиром. Сам же Лев, по замыслу герцога Генриха, должен был быть продолжателем религиозно-монархической идеи величия власти, берущей начало со статуи Римской волчицы, с продолжением в виде венецианского Льва святого Марка и конной статуи императора Марка Аврелия, с которыми Генрих познакомился во время итальянских походов Фридриха I Барбароссы. Первоначально Лев был покрыт позолотой (следы её были обнаружены во время реставрационных работ в 1980—1983 годах в складках гривы).
Первое упоминание о Брауншвейгском льве встречается в Анналах аббата Альберта фон Штаде за 1166 год: "«Henricus Dux supra basin erexit leonis effigiem …» (Герцог Генрих воздвигнул образ льва на постаменте). И сам Лев, и постамент, на котором он стоял, были неоднократно реставрированы — в 1412, 1616, 1721, 1762, 1791-92, 1818, 1858 и в 1980-83 годах. Во время наполеоновского нашествия, в 1812 году французы собирались Льва переплавить, однако статую удалось отстоять благодаря энергичному протесту префекта департамента Окер, Фридриха Хеннеберга. В годы Второй мировой войны, несмотря на многочисленные бомбардировки Брауншвейга англо-американской авиацией, Лев в течение нескольких лет находился на своём месте, на постаменте центральной площади города. Однако затем он был ночью тайно заменён на изготовленную ещё в 1937 году копию, оригинал же был тайно вывезен и спрятан в шахту близ города Гослар. В укрытии Лев находился вплоть до 23 октября 1945 года, затем находился на реставрации до 1946 года, после чего вновь занял своё место в центре Брауншвейга. В 1980 году статуя под открытым небом была вновь заменена копией, оригинал же, после проведения реставрационных работ, был помещён в брауншвейгский бург Дарквардероде, где ныне музей.

## Символика и образ

Современный герб Брауншвейга

Брауншвейгский лев является Геральдической фигурой и изображается по крайней мере на пяти гербах городов и городских районов Брауншвейгской земли, указывая на принадлежность этих мест к Брауншвейгу (Альтевик, Альтштадт (Брауншвейг), Хаген (Брауншвейг), Нёйштадт (Брауншвейг), Зак (Брауншвейг)). Описание Брауншвейгского Льва на гербах следующее:  На серебряном поле поднимающийся вправо красный лев с серебряными зубами, красным языком м чёрными когтями.
В 1942 году министерство финансов нацистской Германии выпустило в оборот новую 5-рейхсмарковую банкноту с изображением Брауншвейгского Льва. Ведомство почты ФРГ также неоднократно выпускало различные почтовые марки, посвящённые этому памятнику.
Копии памятника Брауншвейгского льва можно увидеть в различных городах: Лондоне, Кембридже, Любеке, Шверине, Госларе и др.